# Adolphe de Calassanti Motylinski
Adolphe de Calassanti Motylinski (Mascara (Algérie), 15 février 1854  – Constantine (Algérie), 2 mars 1907) est un orientaliste français.
Après avoir fini les études, il poursuit sa carrière de traducteur militaire. Il est envoyé dans la région du Mzab où il étudie la culture berbère et l'ibadisme.
Il rencontre le père Charles de Foucauld en 1905 et l'aide à traduire et comprendre la langue touareg. Après un court séjour avec Charles il repart à Constantine où il tombe malade du typhus et meurt peu après. Charles de Foucauld fera publier toutes ses œuvres sous le nom de Motylinski, qui sera l'unique auteur officiel du dictionnaire Touareg-Français à titre posthume.

### Mzab et études sur l'ibadisme
- "Bibliographie du Mzab, les livres de la secte abadhite", Bulletin de correspondance africaine, 1885, T. III, 62 p.
- "Moḥammad ibn Chattin ibn Solauman", Notes historiques sur le Mzab Guerara depuis sa fondation (trad. de A. de C.-M.), Alger, A. Jourdan, 1885
- "Chronique d'Ibn Ṣaghir sur les imams Rostemides de Tahert", Actes du 14e Congrès des Orientalistes (Alger 1905), vol. III/2, pp. 3–132
- "L' 'Aqida des Abadhites", Recueil de Mémoires et de textes publié en l'honneur du XIVe Congrès des Orientalistes, Alger 1905, p. 505-545.
- "Le manuscrit arabo-berbère de Zouagha découvert par M. Rebillet; notice sommaire et extraits", Actes 14e Congrès des Orientalistes (Alger 1905), t. 2, Paris 1907, 69-78.

### Djebel Nefoussa
- Le Djebel Nefousa (Ir’asra d Ibridn di drar n Infousen). Relation en temazir't du Djebel Nefousa composée par Brahim ou Sliman Chemmakhi; texte publié par A. de C. Motylinski, Alger, Jourdan, 1885 (texte en transcription arabe)
- Le Djebel Nefousa, Paris, Leroux, 1898 ("Bulletin de correspondance africaine" 22)  (textes de traduction latine, grammaire et lexique) (texte pdf en ligne - sur le site gallica.bnf.fr)

### Djerba
- "Chanson en dialecte berbère de Djerba", Bulletin de correspondance africaine 1885, fasc. 5-6, pp. 461–464
- "Dialogues et textes en berbère de Djerba", Journal asiatique novembre-décembre 1897, pp. 377–401
- "Expédition de Pedro de Navarre et de Garcia de Tolède contre Djerba (1510) d'après les sources abadhites", Actes XIV C. Or. 1905, vol. III/2, pp. 133–159
- "Le Manuscrit arabo-berbère de Zouagha découvert par M. Rebillet : Notice sommaire et extraits", Actes XIV C. Or. 1905, vol. II/4, pp. 68–78

### Ghadames, Touareg
- "Note sur la mission dans le Souf pour y étudier le dialecte berbère de R'adamès", Journal Asiatique 1903, II, pp. 157–162
- Le dialecte berbère de R'édamès, Paris, E. Leroux, 1904 (texte pdf online - sur le site gallica.bnf.fr)
- Grammaire, dialogues et dictionnaire touaregs [publ. par René Basset; revus et complétés par le P. de Foucauld], Alger, P. Fontana, 1908 (extraits en ligne sur le site gallica.bnf.fr)

### Autres
- Moḥammad Aḥmad al Mahdī Sayyid ʿAbdallah, Proclamation du Mahdi du Soudan [trad. par A. de C. Motylinski], Alger, P. Fontana, 1885
- "Itinéraires entre Tripoli et l'Égypte : extraits des relations de voyage d'El Abderi, El Aiachi, Moulay Ah'med et El Ourtilani",   Bulletin de la Société de géographie d'Alger, 2e trimestre 1900, 74 p. + carte (texte pdf en ligne sur le site gallica.bnf.fr)
- Moḥammad al Moqrī, Les Mansions lunaires des Arabes, texte arabe, traduit et annoté par A. de C. Motylinski, Alger, P. Fontana, 1899